# Sofija Novoselić
Pour les articles homonymes, voir Novoselić.
Sofija Novoselić, née le 18 janvier 1990 à Zagreb, est une skieuse alpine croate. Elle est principalement active dans les disciplines techniques (slalom et slalom géant).  

## Biographie
Elle fait sa première apparition en Coupe du monde en novembre 2006. Elle marque ses premiers et seuls points en janvier 2011 en terminant 25e du slalom de Zagreb.
Elle a participé aux Jeux olympiques d'hiver de 2010, où elle est 39e du slalom et de 2014, où elle ne termine aucune course.
Elle a pris part à cinq éditions des Championnats du monde entre 2007 et 2015, obtenant son meilleur résultat en 2007 avec une 27e place en slalom.
Elle concourt jusque lors de la saison 2018-2019.

## Palmarès

### Jeux olympiques d'hiver
| Épreuve / Édition | Vancouver 2010 | Sotchi 2014 |
| Slalom            | 39e            | DNF         |
| Slalom géant      |                | DNF         |

### Championnats du monde
| Épreuve / Édition | Åre 2007 | Val d'Isère 2009 | Garmisch-Partenkirchen 2011 | Schladming 2013 | Beaver Creek 2015 |
| Slalom géant      | DNF      | DSQ              | 43e                         |                 |                   |
| Slalom            | 27e      | 33e              | 28e                         | 38e             | 33e               |

### Coupe du monde
- Meilleur classement général : 121e en 2011.
- Meilleur résultat : 25e.

#### Classements en Coupe du monde
| Année/Classement | Général | Général | Descente | Descente | Slalom géant | Slalom géant | Slalom | Slalom | Super G | Super G | Combiné | Combiné |
| Année/Classement | Class.  | Points  | Class.   | Points   | Class.       | Points       | Class. | Points | Class.  | Points  | Class.  | Points  |
| ---------------- | ------- | ------- | -------- | -------- | ------------ | ------------ | ------ | ------ | ------- | ------- | ------- | ------- |
| 2011             | 121e    | 6       | -        | -        | -            | -            | 57e    | 6      | -       | -       | -       | -       |

### Festival olympique de la jeunesse européenne
- Jaca 2007
  -  Médaille de bronze au slalom géant.